# Weltmeisterschaften im Modernen Fünfkampf 1973
1973 fanden die Weltmeisterschaften im Modernen Fünfkampf in London im Vereinigten Königreich statt.

## Herren

### Einzel
| Platz | Land        | Sportler             |
| ----- | ----------- | -------------------- |
| 1     | Sowjetunion | Pawel Lednjow        |
| 2     | Sowjetunion | Wladimir Schmeljow   |
| 3     | Sowjetunion | Borys Onyschtschenko |

### Mannschaft
| Platz | Land           | Sportler                                              |
| ----- | -------------- | ----------------------------------------------------- |
| 1     | Sowjetunion    | Borys Onyschtschenko Pawel Lednjow Wladimir Schmeljow |
| 2     | BR Deutschland | Wolfgang Köpcke Heiner Thade Gerhard Werner           |
| 3     | Ungarn         | Péter Kelemen László Horváth Tibor Maracskó           |

## Medaillenspiegel
| Platz | Land           | Goldmedaille | Silbermedaille | Bronzemedaille |
| 1     | Sowjetunion    | 2            | 1              | 1              |
| 2     | BR Deutschland | –            | 1              | –              |
| 3     | Ungarn         | –            | –              | 1              |